# Святилище Ясукуні
35°41′38″ пн. ш. 139°44′34″ сх. д. / 35.693958333333° пн. ш. 139.74269166667° сх. д.
Святилище Ясукуні (яп. 靖國神社, やすくにじんじゃ, ясукуні дзіндзя, «Святилище державного спокою») — синтоїстське святилище в районі Тійода метрополії Токіо, в Японії. В ньому вшановуються понад два мільйони духів героїв — оборонців японської нації, які поклали своє життя за Імператора та японську державу у збройних конфліктах середини 19 — середини 20 століття. Головні торжества відбуваються двічі на рік — 22 квітня і 18 жовтня.

## Короткі відомості
Святилище Ясукуні було засноване Імператорським урядом 6 серпня 1869 року для вшанування полеглих за Імператора Мейдзі у громадянській війні 1868—1869 років. Початково воно називалося Токійським поминальним святилищем. Подібні регіональні святилища були створені по всіх японських уділах.
Після проголошення синто державною релігією 1870 року та проведення адміністративної реформи 1871 року, уряд підпорядкував Токійському поминальному святилищу усі однойменні регіональні святилища країни.1872 року йому надали статус особливого державного святилища, а 1879 року перейменували на Святилище Ясукуні.
Формально Святилище Ясукуні перебувало під управлінням Імперських армії та флоту Японії. Проте від часу заснування ним опікувалося переважно Міністерство війни, а згодом — Міністерство армії.
З 1872 року уряд видав розрядження вшановувати у Святилищі Ясукуні тих осіб, які пожертвували собою заради батьківщини і виконали державний обов'язок. Відтоді сотні тисяч військових і цивільних громадян країни, що загинули під час збройних конфліктів 1858—1945 років, були прирівняні до божеств. Серед них опинилися японські реставратори Йосіда Сьоїн і Сакамото Рьома, засновник новітніх Збройних сил Японії Омура Масудзіро, герой російсько-японської війни Хіросе Такео, герой війни на Тихому океані Курібаясі Тадаміті, закатований союзниками прем'єр-міністр Японії Тодзьо Хідекі та інші.
Станом на 2005 рік у Святилищі Ясукуні вшановувалося 2 466 532 божеств, які мають стаус героїв-оборонців нації. З них понад 60 тисяч є жінками.
| Рік         | Конфлікт                                            | К-сть божеств |
| ----------- | --------------------------------------------------- | ------------- |
| 1858 — 1869 | Репресії Ансей і Війна Босін                        | 7751          |
| 1874        | Тайванський похід                                   | 1130          |
| 1874 — 1877 | Повстання в Саґа, Кумамото, Акідзукі, Хаґі і Сацумі | 6971          |
| 1894 — 1895 | Перша японсько-китайська війна                      | 13 619        |
| 1899 — 1901 | Повстання боксерів                                  | 1256          |
| 1904 — 1905 | Японсько-російська війна                            | 88 429        |
| 1914 — 1918 | Перша світова війна                                 | 4850          |
| 1928        | Цзинаньський інцидент                               | 185           |
| 1931 — 1932 | Маньчжурський похід                                 | 17 176        |
| 1937 — 1945 | Друга японсько-китайська війна                      | 191 250       |
| 1941 — 1945 | Війна на Тихому океані                              | 2 133 915     |
| 1858 — 1945 | Загалом                                             | 2 466 532     |

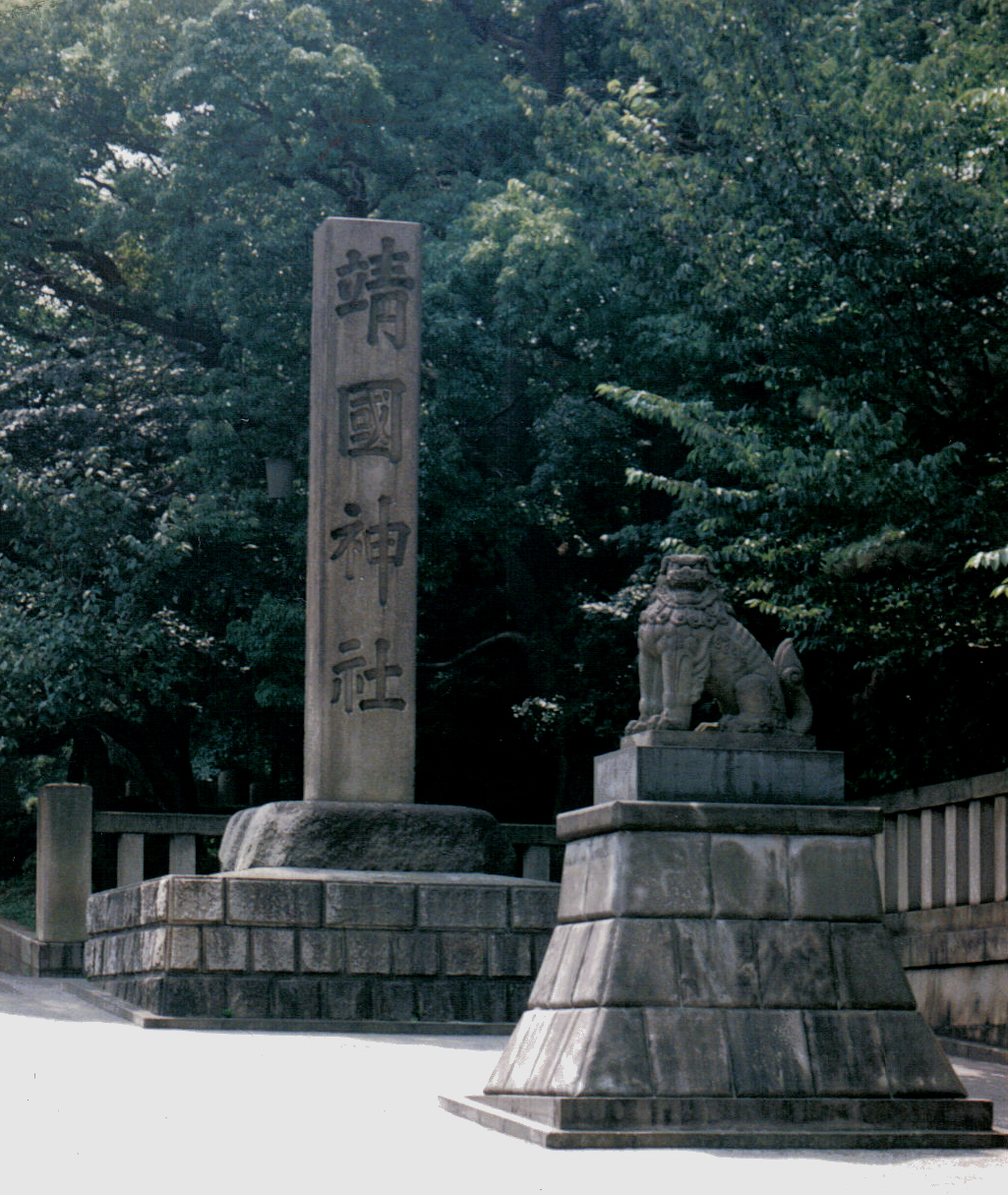
Кам'яна стела з написом «Святилище Ясукуні» біля центрального входу. Поруч — статуя собаки, міфічного охоронця.

Найбільші торжества в Святилищі Ясукуні відбуваються щорічно 22 квітня і 18 жовтня, на згадку про прибуття до нього Імператорських послів. В переддень цих свят проводиться урочиста церемонія внесення нових божеств до пантеону Святилища.
Станом на 2010 рік Святилище Ясукуні є незалежною релігійною організацією. Після поразки Японії у Другій світовій війні та скасування державної релігії, воно позбулося офіційної підтримки держави. Попри це Святилище продовжували приватно відвідувати і підтримувати японські високопосадовці. Серед них були Імператор Сьова, правлячий Імператор Акіхіто, прем'єр-міністри Кісі Нобусуке, Ікеда Хаято, Сато Ейсаку, Танака Какуей, Хасімото Рютаро, Коїдзумі Дзюнітіро та інші.
Оскільки в Святилищі Ясукуні вшановуються японські військові і, зокрема, ті, що були страчені за вироком Токійського трибуналу, уряди Китайської Народної республіки та корейських держав висловлюють постійні протести щодо відвідин Святилища японськими офіційними особами.

## Будівлі
| 1. Божниця |
| Центральна культова споруда Святилища Ясукуні, помешкання божеств, вівтарна частина Святилища. Присвячена японським воякам, що пожертвували життям за Імператора та батьківщину. Збудована 1872 року. Реставрована протягом 1986 — 1986 років. Місце проведення обрядів. Закрита для відвідування. |
| 2. Хранительниця реєстрів |
| Культова споруда для зберігання реєстрів з іменами усіх божеств Святилища Ясукуні. Збудована 1972 року на пожертви Імператора Сьова. Розташована за Божницею. Усі реєстри виготовлені з першокласного японського паперу. |
| 3. Молельня |
| Будівля для вшанування відвідувачами божеств Святилища Ясукуні. Місце для молитов і надання пожертв. Збудована 1901 року перед Божницею. Реставрована 1989 року. Центральний вхід прикрашений білою завісою з чотирма Імператорськими емблемами. У святкові дні колір завіси змінюють на бузковий. |
| 4. Первинне святилище |
| Додаткова культова споруда, розташована праворуч Божниці. Прообраз Святилища Ясукуні. Початково збудоване 1861 року в Кіото прибічниками Імператора для вшанування жертв політичних репресій, організованих сьоґунатом. 1931 року перенесене до Токіо на територію Святилища Ясукуні. |
| 5. Заупокійне святилище |
| Додаткова культова споруда, розташована праворуч Первинного святилища. Збудована 1965 року. Присвячена душам полеглих на війні, незалежно від епохи, походження, віри, станової та національної приналежності. Місце вшанування осіб, які боролися проти Імператора та його підданих. |
| 6. Центральні торії або Треті святилищні ворота |
| Найменші з трьох великих торії Святилища Ясукуні. Розташовані перед Молельнею. Виготовлені з дерева. Початково мали дверцята і були брамою. 1975 року перебудовані на повноцінні торії з тайванських кипарисів. 2006 року реставровані з японських кипарисів, вирощених в префектурі Сайтама. |
| 7. Брама |
| Головна брама перед Центральними торії Святилища Ясукуні. Збудована 1934 року. Висота — 6 м. Виготовлена з кипарису. Має 3 проходи з 3-ма дверима. Центральні двері прикрашені 2-ма позолоченими Імператорськими емблемами, діаметром 1,5 м кожна. Відреставровані 1994 року. |
| 8. Дім омовіння |
| Приміщення для ритуалу очищення. Розташоване праворуч перед Брамою Святилища. Перебудоване 1940 року на пожертви японської діаспори з Америки. Має гранітну мивку, вагою 18 т, з чистою джерельною водою. Ритуал очищення полягає в омовінні рук та полосканні рота перед прибуттям до Молельні. |
| 9. Великі бронзові торії або Другі святилищні ворота |
| Другі за величиною з трьох великих торії на території Святилища Ясукуні. Розташовані перед Брамою Святилища. Виготовлені з бронзи 1887 року на місці старих дерев'яних святилищних воріт. Найвищі бронзові торії в Японії та найстарша автентична споруда на території Святилища. |
| 10. Великі торії або Перші святилищні ворота |
| Найбільші з трьох великих торії Святилища Ясукуні. Розташовані перед центральним входом. Виготовлені з заліза. Збудовані 1921 року. Через пошкодження від вітру та дощів демонтовані 1943 року. Повторно збудовані 1971 року на кошти ветеранів. Висота — 25 м, ширина — 34 м, вага — 100 т. Здатні витримати землетрус у 7 балів за шкалою Ріхтера або буревій швидкістю 80 м/с. Найбільші торії в Японії. |

## Божества
- Йосіда Сьоїн
- Курібаясі Тадаміті
- Омура Масудзіро
- Сакамото Рьома
- Такасуґі Сінсаку
- Тодзьо Хідекі
- Ямашіта Томоюкі

## Теракт
23 листопада 2015 у святилищі стався потужний вибух саморобного вибухового пристрою.